# 许祥源
许祥源（1946年9月—），男，广东普宁人，中国物理学家。长期从事原子物理和核物理的实验和理论研究。

## 生平
1970年毕业于清华大学工程物理系；1982年获清华大学理学硕士学位；1985年至1987年在美国斯坦福大学做访问学者。
1997年至2001年任海南大学校长。后又任清华大学研究生院副院长。2001年至2007年任首都师范大学校长。